# Bradley Walsh
Bradley John Walsh, född 4 juni 1960 i Watford i Hertfordshire, är en brittisk komiker, skådespelare och före detta fotbollsspelare.

## Rollista i urval
- 2000 – Lock, Stock... (TV-serie)
- 2001 – Mike Bassett: England Manager
- 2004–2006 – Coronation Street (TV-serie)
- 2007 – Chacun son cinéma Segment: "Happy Ending"
- 2007 – The Old Curiosity Shop (TV-film)
- 2008 – The Sarah Jane Adventures (TV-serie)
- 2009–2014 – Law & Order: UK (TV-serie)
- 2018–2022 – Doctor Who (TV-serie)

## Programledare i urval
- 2009– - The Chase
- 2016–2019 - Cash Trapped
- 2020– - Blankety Blank
- 2024– - Gladiators